# 钟落潭东站
钟落潭东站，是穗深城际铁路建设中的地面车站，位于广东省广州市白云区钟落潭镇白土村与马洞村交界处、规划钟太路西延线上。

## 车站结构

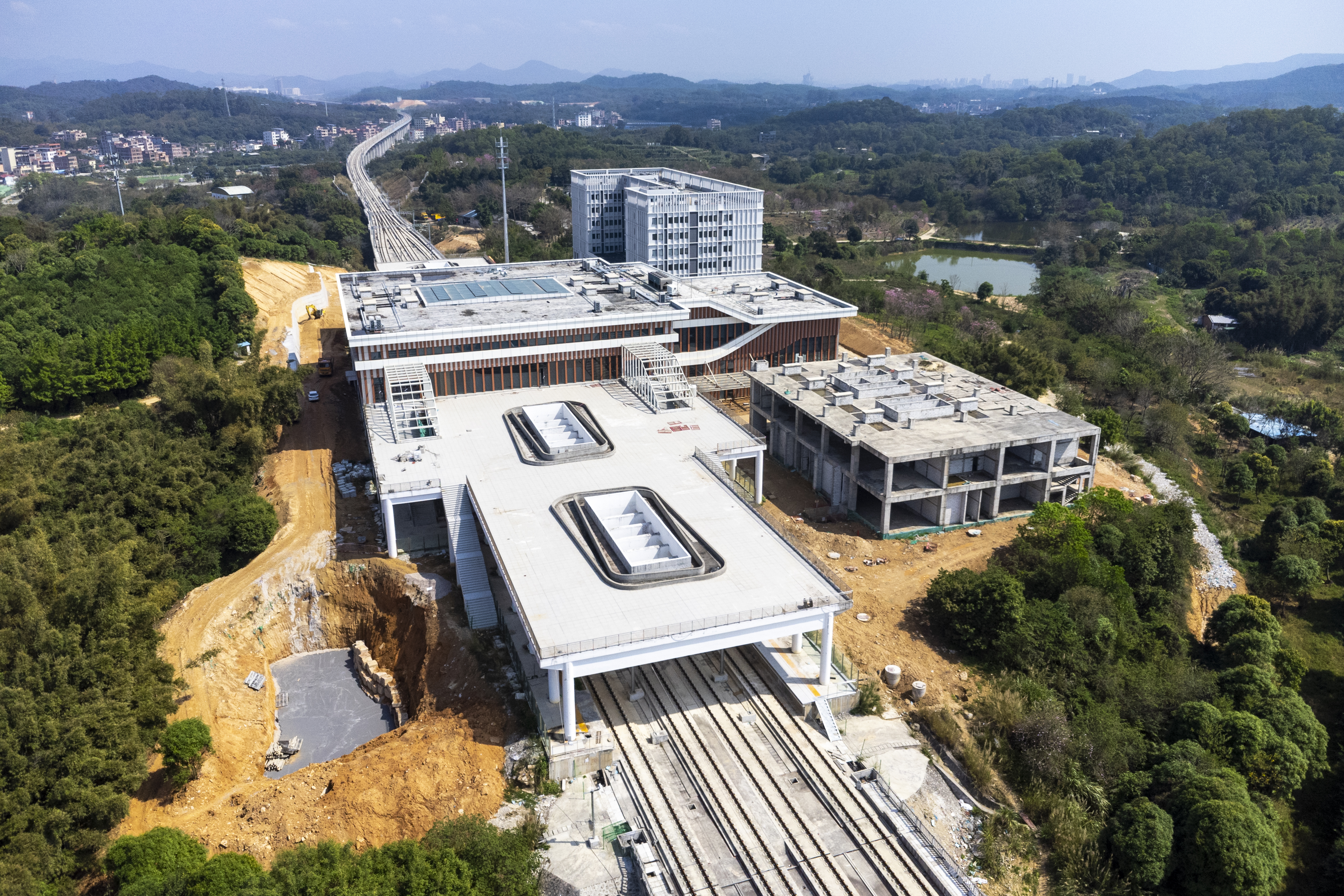
车站轨行区（2023年2月）

本站为地面一层（局部二层）侧式站（带有越行线），一层为站台层及站厅层。
| 地上二层 |          | 站台连接天桥、行政办公区            |          |          |
| 地面     | 侧式站台 | 侧式站台                            | 侧式站台 | 侧式站台 |
|          | 站台     | 穗深城际 深圳机场方向（下站：九佛） |          |          |
|          |          | 穗深城际 深圳机场方向正线           |          |          |
|          |          | 穗深城际 花都方向正线               |          |          |
|          | 站台     | 穗深城际 花都方向（下站：竹料）     |          |          |
|          | 侧式站台 |                                     |          |          |
|          | 站厅     | 售票处、候车区、进站口、出站口      |          |          |

## 历史
本站在规划和施工阶段被称作健康产业城站，2021年2月2日定名为钟落潭东站。